# Wichtrach
Wichtrach est une commune suisse du canton de Berne, située dans l'arrondissement administratif de Berne-Mittelland.

## Histoire

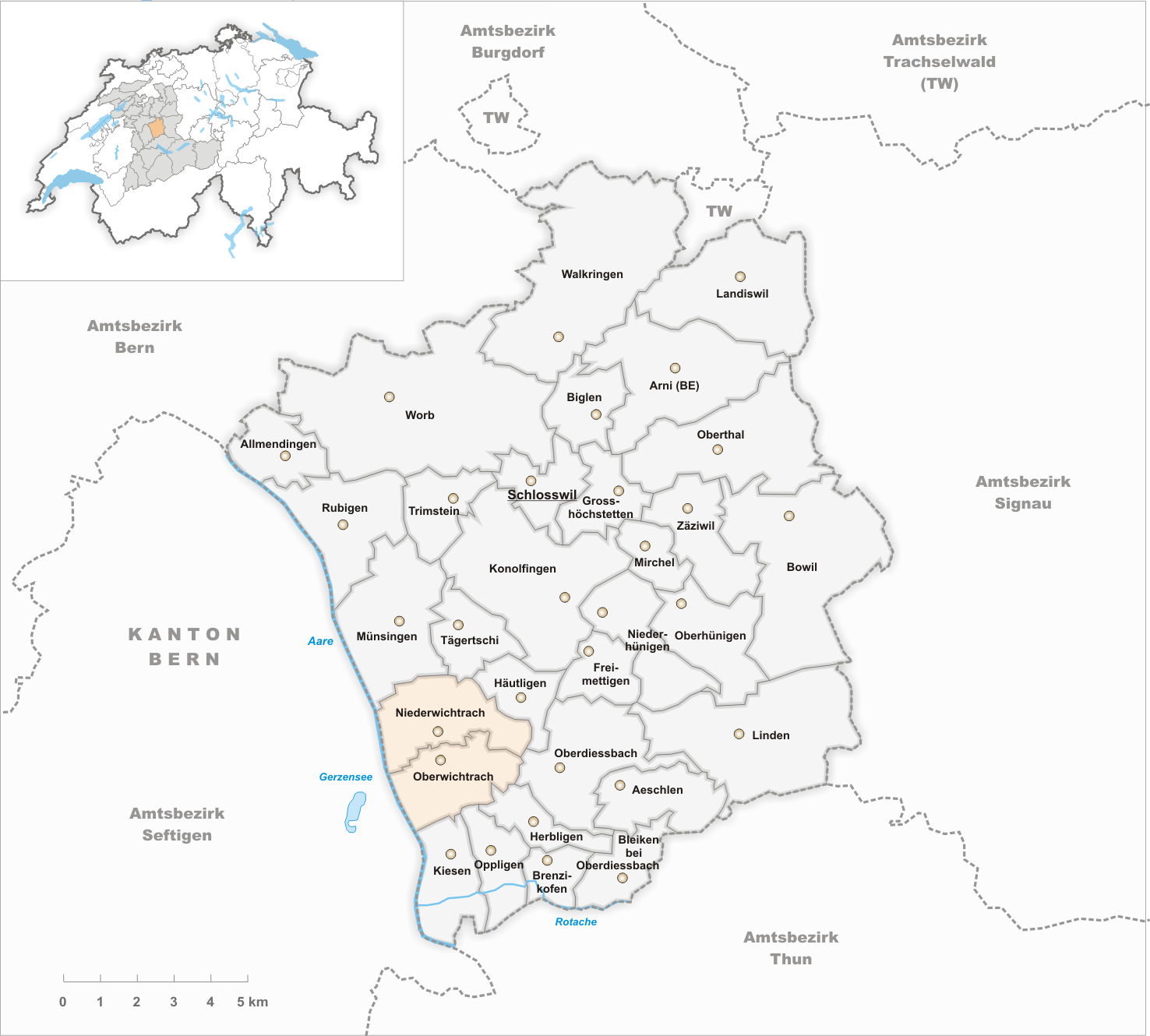
les communes de Niederwichtrach et Oberwichtrach avant la fusion dans le district de Konolfingen

Photo aérienne de Aebi, Kraut & Co. prise par Walter Mittelholzer (1918-1937)

Le 1er janvier 2004, les deux communes de Niederwichtrach et Oberwichtrach dans le district de Konolfingen ont fusionné pour former la nouvelle commune de Wichtrach.